# Хуанг Гуотинг
Хуанг Гуотинг (кин: 黄国婷, романизовано Huang Guo-ting; 22. април 1999) тајвански је пливач чијаужа специјалност су трке слободним стилом на дужим деоницама.

## Спортска каријера
Хуанг је на међународној пливачкој сцени дебитовао као петнаестогодишњак, на Азијским играма 2014. у Инчону, где је успео да исплива укупно десето време у трци на 1.500 метара слободним стилом. Потом се у наредном периоду фокусирао на трке светског купа у малим базенима, а на велику сцену се враћа у Будимпешти 2017, на светском првенству (31. место у квалификацијама на 1.500 слободно). Месец дана након светског првенства наступио је на Универзијади, чији домаћин је био тајвански Тајпеј, а где је испливао нови национални рекорд на 800 слободно (8:09,04 минута).
Прво финале у каријери изборио је на Азијским играма у Џакарти 2018 — 6. место на 800 слободно и седмо на 1.500 слободно.
Други узастопни наступ на светским првенствима је „уписао”  у корејском Квангџуу 2019, где се такмичио у обе најдуже пливачке трке слободним стилом. Прво је у трци на 800 слободно заузео 27. место, а потом четири дана касније у квалификацијама на 1.500 слободно заузима 29. место.